# 비정시대
비정시대는 한국에서 제작된 최하원 감독의 1976년 드라마 영화이다. 우연정 등이 주연으로 출연하였고 박인재 등이 제작에 참여하였다.

## 출연

### 주연
- 우연정
- 주현
- 한진희

### 조연
- 박원숙
- 이향
- 양광남
- 김기범
- 주일몽
- 지계순
- 나정옥
- 함형렬
- 손전
- 김이묵
- 이정애
- 조학자
- 이강조
- 한명환
- 김대현
- 이승열
- 노사강
- 나갑성
- 김성철
- 김필
- 박영하
- 노희정
- 김미애
- 이선하

## 제작진
- 제작부장: 조길중
- 조명: 김강일
- 스틸: 이태성
- 조감독: 김종성
- 조감독: 정인
- 조감독: 정현철
- 녹음: 손인호
- 미술: 이봉선
- 특수효과: 이문걸
- 의상: 이해윤
- 소품: 이원우
- 효과: 손효신